# 182A busz (Budapest)
A budapesti 182A jelzésű autóbusz Kőbánya-Kispest és a Varjú utca között közlekedik. A vonalat tanítási időszakban a Budapesti Közlekedési Zrt., tanszünetben pedig az ArrivaBus üzemelteti.

## Története
Az M3-as metróvonal felújításához kapcsolódóan 2019. április 8-ától 182A jelzésű betétjárat közlekedik a 182-es busz ritkítása miatt.
2020. április 1-jén a koronavírus-járvány miatt bevezették a szombati menetrendet, ezért a vonalon a forgalom szünetelt. Az intézkedést a zsúfoltság miatt már másnap visszavonták, így április 6-ától újra a tanszüneti menetrend van érvényben, a szünetelő járatok is újraindultak.

## Útvonala
| Varjú utca felé |
| Kőbánya-Kispest M vá. – Keleti bejáró út – Vak Bottyán utca – Derkovits Gyula utca – Nefelejcs utca – Ráday Gedeon utca – Haladás utca – Petőfi utca – Varjú utca vá.                         |
| Kőbánya-Kispest felé |
| Varjú utca vá. – Petőfi utca – Haladás utca – Bessenyei György utca – Ráday Gedeon utca – Nefelejcs utca – Derkovits Gyula utca – Vak Bottyán utca – Keleti bejáró út – Kőbánya-Kispest M vá. |

## Megállóhelyei
Az átszállási kapcsolatok között az azonos útvonalon közlekedő 182-es és 184-es buszok nincsenek feltüntetve.
| 0  | Kőbánya-Kispest M végállomás | 17 | 68, 85, 85E, 93, 93A, 98, 98E, 132E, 136, 148, 151, 193E, 200E, 202E, 268, 282E, 284E 575, 576, 577, 578, 580, 581 S21 S36 G43 S50 G50 Z50 IC, sebesvonat, gyorsvonat, expresszvonat P+R (KöKi Terminál) P+R (Kőbánya-Kispest) |
| 1  | Wesselényi utca              | 15 | |
| 2  | Bocskai utca                 | 14 | |
| 4  | Csillag utca                 | 13 | |
| 5  | Hőerőmű                      | 12 | |
| 6  | Tinódi utca                  | 11 | |
| 8  | Lakatos úti lakótelep        | 10 | 36 |
| 9  | Mikszáth Kálmán utca         | 9  | |
| 10 | Csörötnek utca               | 8  | |
| 11 | Thököly út                   | 7  | |
| 13 | Lőrinci temető               | 6  | 93, 93A, 198, 217, 217E, 282E, 284E |
| 15 | Regény utca                  | 5  | 93, 93A, 183, 198, 217E, 236, 236A, 282E, 284E |
| 16 | Szarvas csárda tér           | 4  | 93, 93A, 183, 198, 217, 217E, 236, 236A, 282E, 284E 50 577 |
| 17 | Wlassics Gyula utca          | 2  | 183, 198, 282E, 284E |
| 18 | Dobozi utca                  | 1  | 183, 198, 282E, 284E |
| 19 | Varjú utca végállomás        | 0  | 183, 198, 282E, 284E |